# Guatemala en el Festival de la OTI
Guatemala debuta en el Festival de la OTI en su edición de 1974 celebrada en Acapulco con la cantante Tanya Zea y la canción Yo soy, que se clasificó en segundo puesto. Precisamente este tema es el que obtiene la mejor clasificación de todas las participaciones guatemaltecas en el Festival de la OTI. Otros artistas que han representado al país centroamericano han sido Mario Vides, Luis Galich Porta, el Grupo Madrigal o el célebre Ricardo Arjona. Desde su debut Guatemala se ausentó una sola vez del Festival de la OTI, en 1978. Nunca Guatemala organizó el Festival OTI Internacional.

## Participaciones de Guatemala en el Festival de la OTI
| Año  | Sede             | Artista                      | Canción                                     | Director orquesta        | Lugar | Pts |
| ---- | ---------------- | ---------------------------- | ------------------------------------------- | ------------------------ | ----- | --- |
| 2000 | Acapulco         | Lico Vadelli                 | Luna serena                                 |                          | SF    |     |
| 1998 | San José         | Nelson Leal                  | Sueño de smog                               | Roberto Estrada          | Fin.  |     |
| 1997 | Lima             | Francisco Calvillo           | Inocencia perdida                           | Roberto Estrada          | Desc. |     |
| 1996 | Quito            | Álvaro Águila                | Para encontrar la paz                       | Roberto Estrada          |       |     |
| 1995 | San Bernardino   | Mario Mejía                  | Siéntelo                                    | Roberto Estrada          | F     |     |
| 1994 | Valencia         | Noris                        | Sor Juana Inés y el Ángel                   | José Fabra               | SF    |     |
| 1993 | Valencia         | Mario Vides                  | Niño, Salva a tu Mundo                      | José Fabra               | 22    |     |
| 1992 | Valencia         | Edgar David Ávalos           | De la mano                                  | Vinicio Quezada          | -     |     |
| 1991 | Acapulco         | Sergio Iván                  | Yo Quiero, Yo Puedo                         | Carlos Soto              | SF    |     |
| 1990 | Las Vegas        | Annaby                       | Es por Demás                                | Luis Fernando Quijivix   | -     |     |
| 1989 | Miami            | Roberto Rey                  | Traigo la Voz                               |                          | -     |     |
| 1988 | Buenos Aires     | Ricardo Arjona               | Con una Estrella en el Vientre              | Vinicio Quezada          | 12    | 1   |
| 1987 | Lisboa           | Chito Ordóñez                | Que Dios nos Libere de la Locura del Hombre | Fernando Correia Martins |       |     |
| 1986 | Santiago         | Rodolfo Yela                 | Amistad y Esperanza                         | Horacio Saavedra         |       |     |
| 1985 | Sevilla          | Gloria Marina                | Escenario                                   | Eduardo Leyva            |       |     |
| 1984 | Ciudad de México | Julio Enrique                | El Gran Final                               | Óscar Salazar            |       |     |
| 1983 | Washington D. C. | Óscar Rolando Ortega         | Concierto                                   | Óscar Salazar            | 10    | 54  |
| 1982 | Lima             | Sandra Patricia              | Víveme                                      | Óscar Salazar            | 15    | 8   |
| 1981 | Ciudad de México | Sergio Iván                  | Estoy Loco                                  |                          | 21    | 1   |
| 1980 | Buenos Aires     | Grupo Madrigal               | Dulce y Suavemente                          | Vinicio Quezada          | 9     | 19  |
| 1979 | Caracas          | Luis Galich Porta y Pirámide | La mitad de mi naranja                      | Vinicio Quezada          | 12    | 13  |
| 1977 | Madrid           | Mildred y Manolo             | El Verbo Amar                               | Rafael Ibarbia           | 16    | 0   |
| 1976 | Acapulco         | Hugo Leonel Vaccaro          | Qué Haré sin Ti                             |                          | 8     | 3   |
| 1975 | San Juan         | Mario Vides                  | Vivirás pensando en alguien más             | Roberto Portes           | 14    | 2   |
| 1974 | Acapulco         | Tanya Zea                    | Yo soy                                      | Rodolfo Portes           | 2     | 14  |